# Paul Mauriat
Paul Mauriat (4 tháng 3 năm 1925 – 3 tháng 11 năm 2006) là một nhạc trưởng người Pháp.

## Tiểu sử
Ông sinh tại Marseille, lớn lên ở thủ đô Paris, lúc bốn tuổi ông bắt đầu chơi nhạc và lúc mười tuổi đã ghi danh vào Nhạc viện Paris nhưng với thời gian vào năm mười bảy tuổi ông bắt đầu yêu thích nhạc jazz và nhạc phổ thông. Trong thời gian Chiến tranh thế giới lần thứ 2, ông thành lập ban nhạc khiêu vũ và bắt đầu chỉ huy dàn nhạc của riêng ông lưu diễn khắp châu Âu. Trong thập kỷ 1950, ông trở thành giám đốc âm nhạc và đi lưu diễn với ít nhất hai ca sĩ nổi tiếng người Pháp là Charles Aznavour và Maurice Chevalier.
Người ta biết đến ông nhiều nhất sau khi bản phối khí L'Amour est bleu ("Love Is Blue") (do André Popp soạn) của ông năm 1968 đứng đầu bảng xếp hạng của Hoa Kỳ. Paul Mauriat cùng dàn nhạc của ông rất được yêu thích ở Nhật Bản và Hàn Quốc.
Năm 1957, Mauriat phát hành đĩa EP (đĩa mở rộng) Paul Mauriat gồm 4 bản nhạc. Giai đoạn 1959-1964, ông thu âm một số album cùng hãng thu âm Bel-Air dưới cái tên Paul Mauriat et Son Orchestre, cũng như nhiều nghệ danh khác như Richard Audrey, Nico Papadopoulos, Eduardo Ruo, và Willy Twist để thể hiện tốt hơn tính quốc tế trong các bản thu của mình. Trong giai đoạn này, ông cũng phát hành vài bản thu cùng Les Satellites mà trong đó ông đã bố trí một cách sáng tạo hòa âm giọng người hát vào trong các album Slow Rock and Twist, (1961), A Malypense (1962) and Les Satellites Chantent Noel (1964).
Mauriat sáng tác nhạc cho một số bộ phim Pháp (cũng được phát hành cùng hãng Bel-Air), bao gồm Un Taxi Pour Tobrouk (1961), Horace 62 (1962) và Faites Sauter La Banque (1964).
Ông viết ca khúc đầu tay cùng với André Pascal. Năm 1958, họ đạt giải thưởng le Coq d'or de la Chanson Française cùng với bản Rendez-vous au Lavandou. Dưới nghệ danh Del Roma, Mauriat đã có bản hit quốc tế đầu tiên là Chariot, được ông viết cùng với những người bạn Frank Pourcel (cùng sáng tác), Jacques Plante (người viết lời) và Raymond Lefèvre (chỉ huy dàn nhạc). Tại Mỹ, ca khúc được thu âm dưới cái tên "I will follow him" bởi Little Peggy March và đã đứng vị trí số 1 tại bảng xếp hạng Billboard hot 100 trong 3 tuần năm 1963. Năm 1992, ca khúc gây chú ý khi xuất hiện trong bộ phim Sister Act có Whoopi Goldberg tham gia diễn xuất. Gần đây, Eminem có dùng 1 trích đoạn của bài hát vào ca khúc của mình mang tên Guilty Conscience.
Giai đoạn 1967 đến 1972, ông viết nhiều ca khúc cùng với André Pascal cho Mireille Mathieu. Một số như Mon Crédo (bán được 1,335,000), Viens dans ma rue, La première étoile, Géant, etc. và đóng góp vào 130 ca khúc cho Charles Aznavour.
Năm 1965, Mauriat thành lập dàn nhạc đại hòa tấu của mình (Le Grand Orchestra de Paul Mauriat) và phát hành hàng trăm bản thu cũng như các tuyển tập cùng hãng Philips trong 28 năm tiếp theo. Năm 1994, ông ký hợp đồng với công ty thu âm Nhật Bản Pony Canyon, ông đã thu âm lại những bản hit hay nhất cũng như viết các sáng tác mới. Ông ghi âm nhiều album tại cả Paris và London, ông cũng sử dụng sáng tác của một số nhạc sỹ cổ điển Anh trong các bản thu này.
Vào cuối năm 1967, ông thu lại ca khúc "L'amour est bleu" ("Love Is Blue") của André Popp/Pierre Cour. Sang năm 1968, bản này đã trở thành bản hit số 1 ở Hoa Kỳ với 5 tuần ở vị trí số 1 trên các bảng xếp hạng. Hai single khác của ông cũng xuất hiện trên các bảng xếp hạng Hoa Kỳ - "Love in Every Room/Même si tu revenais" (thu âm năm 1965; leo lên bảng xếp hạng năm 1968) và bản nhạc phim trong bộ phim "Chitty, Chitty, Bang, Bang". "Love is blue" là bản nhạc duy nhất giữ vị trí quán quân bảng xếp hạng âm nhạc Mỹ mà lại được thu âm ở Pháp và cũng là bản nhạc không lời hiếm hoi giành được vị trí này (sau bản hit "Telstar" của Tornados năm 1962. Thành công của bản nhạc cũng như của album chứa bản nhạc này (Blooming Hits) đã khiến Mauriat trở thành một ngôi sao quốc tế.
Năm 1969, ông bắt đầu chuyến lưu diễn đầu tiên của mình cùng dàn nhạc đại hòa tấu đến các quốc gia như Mỹ, Canada, Nhật Bản, Hàn Quốc, Brazil và các nước Mỹ Latin khác.
Năm năm 70 và 80, ông phát hành tất cả các album thể hiện lòng tôn kính cội nguồn âm nhạc của mình. "Paul Mauriat joue Chopin", "Classics in the Air" (volumes 1,2,3) gồm các bản nhạc cổ điển như "Grande valse brillante" của Chopin, "Toccata và Fugue in D Minor" của Bach, Canon của Pachelbel, đánh dấu bước chuyển mình của Mauriat.
Paul Mauriat được biết đến rộng rãi ở Nhật từ đầu thập niên 70. Ông là nghệ sỹ nước ngoài duy nhất có 2 buổi biểu diễn cháy vé trong cùng 1 ngày tại nhà hát nổi tiếng Nippon Budokan ở Tokyo.
Trong các thập kỷ tiếp theo, một số sáng tác của ông được dùng trong các chương trình truyền hình và phim ngắn ở Soviet chẳng hạn bộ phim hoạt hình Polygon (1977), "Thế giới động vật" (V Mire zhivotnykh) và "Kinopanorama".
Mauriat nghỉ biểu diễn năm 1998. Ông có buổi biểu diễn cuối cùng mang tên "Buổi hòa nhạc chia tay" (Sayonara concert) tại Osaka Nhật Bản, nhưng dàn nhạc của ông tiếp tục lưu diễn vòng quanh thế giới. Nhạc công piano cũ của ông là Giles Gambus tiếp tục chỉ huy dàn nhạc vào năm 2000 và có những chuyến lưu diễn thành công ở Nhật, Trung Quốc và Nga. Gambus đã làm việc cùng Mauriat trong hơn 25 năm. Vào năm 2005, nhạc sỹ cổ điển Pháp Jean-Jacques Justafré chỉ huy dàn nhạc trong chuyến lưu diễn tại Nhật Bản và Hàn Quốc.
Paul Mauriat mất tại Perpignan, thọ 81 tuổi. Sau khi Mauriat qua đời, dàn nhạc đại hòa tấu giải thể.

## Sự nghiệp và giải thưởng
Ông được trao giải Grand Prix (giải thưởng lớn) từ ngành công nghiệp ghi âm Pháp. Năm 1997, ông giành giải Commandeur des Arts et des Lettres của Bộ Văn hóa Pháp. Ông đã bán được hơn 40 triệu album trên toàn thế giới và tổ chức 28 tour lưu diễn tại Nhật Bản 1969-1998.
Trong khoảng đầu đến giữa thập niên 1980, Paul Mauriat đã xuất hiện trong một số quảng cáo cà phê và rượu vang truyền hình Nhật Bản, trong đó đặc trưng âm nhạc từ dàn nhạc của mình.

## Các đĩa nhạc của Paul Mauriat
| - Paris by Night (1961) - Plays Standards (1963) - Paul Mauriat Joue pour les Enfants (1963) - Album No 1 (1965) - Russie De Toujours (1965) - Album No 2 (1965) - Album No 3 (1966) - Prestige de Paris (1966) - Album No 4 (1966) - Bang, Bang (1966) - Album No 5 (1967) - Noëls (1967) - Album No 6 (1967) - Love Is Blue (1968) - Latin Nights (1968) - Mauriat Slows (1968) - Rain and Tears (1968) - Cent Mille Chansons (1968) - Rythm and Blues (1968) - Je T'aime...Moi Non Plus (1969) - Un Jour, Un Enfant (1969) - Vole, Vole, Farandole (1969) - Paul Mauriat Joue Chopin (1970) - C'est La Vie... Lily (1970) - Gone is Love (1970) - Comme J'ai Toujours Envie D'aimer (1970) - Paloma Embriagada (1970) - Un Banc, Un Arbre, Une Rue (1971) - Mamy Blue (1971) - Penelope (1971) - El Condor Pasa (1971) - Tombe La Neige (1971) - Apres Toi (1972) - L'Avventura (1972) - Last Summer Day (1972) - Paul Mauriat Joue Les Beatles (1972) | - Le Lac Majeur (1972) - Forever and Ever (1973) - Nous Irons à Vérone (1973) - Last Tango In Paris (1973) - Good bye, My Love, Good bye (1973) - White Christmas (1973) - Retalhos de Cetim (1974) - Je Pense à Toi (1974) - Le Premier Pas (1974) - I Won't Last a Day Without You (1974) - Have You Never Been Mellow? (1974) - L'Été Indien (1975) - Entre Dos Aguas (1975) - The Best of Paul Mauriat - 10 Years with Philips (1975) - From Souvenirs to Souvenirs (1975) - Lili Marlene (1975) - Love Sounds Journey (1976) - Michelle (1976) - Love Is Still Blue (1976) - Il Était une Fois... Nous Deux (1976) - Chanson D'amour (1977) - C'est La Vie (1977) - Hymne à l'Amour (1977) - Brasil Exclusivamente (1977) - L'Oiseau et l'Enfant (1977) - Overseas Call (1978) - Dans les Yeux d'Émilie (1978) - Brasil Exclusivamente Vol.2 (1978) - Too Much Heaven (1979) - Nous (1979) - Copacabana (1979) - Aerosong (1980) - Chromatic (1980) - Brasil Exclusivamente Vol.3 (1980) - Reality (1981) - Roma dalla Finestra (1981) - Pour Le Plaisir (1981) - Je n'Pourrais Jamais t'Oublier (1981) | - Tout Pour Le Musique (1982) - Magic (1982) - I Love Breeze (1982) - Descendant Of The Dragon (1982) - Wild Spring (1983) - Summer Has Flown (1983) - Olive Tree (1984) - Piano Ballade (1984) - The Seven Seas (1984) - Chromatic (1984) - Transparence (1985) - The Best of Paul Mauriat 2 - 20 Years with Philips (1985) - Classics In The Air (1985) - Windy (1986) - Classics In The Air 2 (1986) - Song For Taipei (1986) - Classics In The Air 3 (1987) - Nagekidori (1987) - Best Of France (1988) - The Paul Mauriat Story (1988) - Serenade (1989) - Iberia (1989) - Remember (1990) - You Don't Know Me (1990) - Gold Concert (1990) - Retrospective (1991) - Nostal Jazz (1991) - Emotions (1993) - The Color Of The Lovers (1994) - Now And Then (1994) - Soundtracks (1995) - Quartet For Kobe (1995) - Escapades (1996) - Cri D'amour (1996) - 30th Anniversary Concert (1996) - Romantic (1997) - Sayonara Concert (1998) - I Will Follow Him (2000) - All The Best (2003, In China) |